# Aspön
För andra betydelser, se Aspö.
Aspön är en 0,57 km² stor ö i Stockholms skärgård i Värmdö kommun. Ön ligger i Djurö socken, strax norr om Nämdö i Nämdö socken. Den är privatägd och reguljär båttrafik med Waxholmsbolaget finns till ön från Stavsnäs och Saltsjöbaden.

## Historia
Liksom den västerut liggande Ladholmen var Aspön länge utö och ängsholme till Vånö gård på Runmarö. Den fick fast befolkning först under andra halvan av 1800-talet och vid 1900-talets början var familjer Norberg, Pettersson och Westerlund bofasta i Aspö by. Jordbruket var dock klent och fisket allt mindre lönsamt och i mitten av 1900-talet avfolkades ön helt. Istället styckades ön upp i flertal mindre fritidstomter och var därefter framför allt en sommarö. På 1970-talet fick dock Aspön åter fast befolkning när konstnärsparet Evalis Helmer och Claes Kruckenberg flyttade ut.

## Geografi
Aspön består egentligen av två öar som förenats genom landhöjningen, huvudön i nordost och Svedlandsholmen i sydväst där Aspö brygga ligger. Ön är fortfarande delad på Gustaf af Klints och Nils Wetterlings 1700-tals kartor. Det uppgrundande sundet låg söder om Aspö by, vid den så kallade Midsommarängen i norr och ner mot viken Tjuvvarpet i söder. Efterledet 'varp' tyder på att fiske bedrivits på platsen och att man där kunnat dra not.  
Söder om Aspön ligger det som förr kallades Aspasund. Det var en medeltida segelled in till Stockholm som bevakades från Nämdö böte där även en vårdkase var uppförd. Idag utgör Aspasund gränsen mellan landskapen Uppland och Södermanland. På andra sidan Aspasund i söder ligger förutom Nämdö även Idöborg och Rågskär. Nordväst om Aspön finns ett grunt och smalt sund, Aspöströmmen, som skiljer ön från Högholmen. Den senare är en liten och hög holme som ligger inklämd mellan Aspön och Ladholmen. 

## Fotnoter
1. ↑  “Om Stockholms Jurisdiction, i anseende till sjöfarten i skärgården, bör här anmärkas Rådst. Balkens XII Cap. i Stadslagen, som stadgar, att för förbrytelser, hwilka skedde mellan Stockholm och Aspasund, skulle bötas efter Stadens rätt; äfwensom mellan Staden och Kungshamn och mellan Staden och Korsshamn, eller i Åsöna, som stadens mark är.” (Ur Stockholms Stads Historia, från stadens anläggning till närwarande tid, utgiven av Nils Lundequist på Zacharias Hæggströms förlag)